# ねるじぇら
ねるじぇらは、1997年3月に雪印乳業（氷菓事業部、現・ロッテ）が発売したアイスクリームである。
スプーンで練ると空気が混和して食感が滑らかになり、女子高生らが愛好して供給量を越える売れ行きがあった。
ジュニアアイドル（チャイドル）の野村佑香を女子中学生集団のセンターに起用し、「ねるねるじぇらじぇら、ねるねるじぇらじぇら」の台詞でラッキィ池田が振り付けたCMが話題になった。